# Gonolobus ottonis
Gonolobus ottonis är en oleanderväxtart som beskrevs av C. Koch och Bouche. Gonolobus ottonis ingår i släktet Gonolobus och familjen oleanderväxter. Inga underarter finns listade i Catalogue of Life.